# Blues Music Award
Blues Music Award – prestiżowa nagroda przyznawana przez Blues Foundation za osiągnięcia w muzyce bluesowej od 1980 roku (do 2006 pod nazwą W.C. Handy Award, „The Handy”), obecnie w ponad dwudziestu kategoriach.
Powszechnie uznawana za najważniejszą nagrodę w środowisku bluesowym. Wręczana rokrocznie, zwykle w maju, w Memphis.